# Płomiennik kongijski
Płomiennik kongijski (Spermophaga poliogenys) – gatunek małego ptaka z rodziny astryldowatych (Estrildidae). Występuje w centralnej Afryce. Nie jest zagrożony wyginięciem.

## Taksonomia
Po raz pierwszy gatunek opisał William Robert Ogilvie-Grant w 1906 na łamach „Bulletin of the British Ornithologists’ Club”. Holotyp pochodził z pasma Ruwenzori na obszarze Demokratycznej Republiki Konga. Został odłowiony 11 sierpnia 1906, była to dorosła samica. Autor nadał mu nazwę Spermospiza poliogenys. Obecnie (2020) Międzynarodowy Komitet Ornitologiczny umieszcza płomiennika kongijskiego w rodzaju Spermophaga. S. poliogenys jest gatunkiem monotypowym.

## Zasięg występowania
Płomienniki kongijskie występują w skrajnie południowo-wschodniej części Kamerunu, w północnym Kongu (w Parku Narodowym Nouabalé-Ndoki), w Demokratycznej Republice Konga i zachodniej Ugandzie (Las Semliki, na wysokości 700–800 m n.p.m.).

## Morfologia
Długość ciała wynosi około 14 cm, masa ciała 18,7–21,7 g. Długość skrzydła (nieokreślona liczba osobników) wynosi 65–73 mm. U holotypu długość ogona wynosiła około 5 cm (2 cale), a skoku 22 mm (0,88 cala). Występuje dymorfizm płciowy w upierzeniu. U samca czoło, wierzch i boki głowy, boki i przód szyi, pierś oraz boki mają barwę jaskrawoczerwoną, niekiedy połyskującą. Kuper i pokrywy nadogonowe jaskrawoczerwone. Pozostała część upierzenia czarna. Skrzydła krótkie i zaokrąglone. U samicy obszar od głowy po górną część grzbietu porastają pióra szare lub ciemnoszare, pozostałą część grzbietu i skrzydła – łupkowoszare. Pióra te mają jednak połyskliwe, czarne krawędzie, co nadaje wierzchniej stronie ciała łuskowany wygląd. Kuper i pokrywy nadogonowe jaskrawoczerwone. Broda, gardło i górna część piersi jaskrawoczerwone lub pomarańczowe z czerwonawym nalotem. Sterówki czarne. Niższa część piersi, brzuch i boki szare lub ciemnoszare z niewielkimi, białymi plamkami, występującymi zawsze po dwie, z tyłu po bokach ciała i na pokrywach podogonowych przechodzącymi w kreski. Dziób u nasady wysoki, z zagiętą ku dołowi górną krawędzią; ma barwę niebieskawą lub metalicznie niebieską z czerwonymi lub różowymi krawędziami i końcówką. Tęczówka brązowa lub ciemnobrązowa, obrączka oczna jasnoniebieska.

## Ekologia i zachowanie
Środowiskiem życia płomienników kongijskich są lasy, zarówno pierwotne jak i wtórne, niekiedy zapuszczają się na przecinki – rzadko jednak widuje się te ptaki na terenach otwartych. Są bardzo skryte i trudne do zauważenia. Żywią się stosunkowo dużymi, twardymi nasionami, owadami i pająkami. Rozród słabo poznany.

### Lęgi
W północno-wschodniej Demokratycznej Republice Konga osobniki młodociane widziane były w marcu, maju i czerwcu, a ptaki w kondycji rozrodczej odławiane były od grudnia do lutego, w maju i od sierpnia do września. Po raz pierwszy lęgi w Ugandzie obserwowano od 10 do 12 lipca 1992 po tym, jak przypadkiem wypłoszono wysiadującą samicę. Gniazdo umieszczone było około 2,5 m nad ziemią w rozwidleniu gałęzi Cynometra alexandri. Miało wymiary około 25 na 15 cm (autorzy nie podali, jaki miało kształt), budulec stanowiły suche liście i gałązki. Zniesienie liczyło 3 jaja o białych skorupkach i średnich wymiarach 18 na 13 mm. Podobnie jak u innych przedstawicieli Spermophaga, pisklęta mają żółte podniebienie; przez język przebiega pas, podobnie jak u płomienników czerwonogłowych (S. ruficapilla; u czarnogłowych, S. haematina, na języku brak wzorów).

## Status zagrożenia
IUCN uznaje płomiennika kongijskiego za gatunek najmniejszej troski (LC, Least Concern) nieprzerwanie od 1988 (stan w 2025). Liczebność populacji nie została oszacowana, ale ptak ten opisywany jest jako rzadki. BirdLife International uznaje trend populacji za prawdopodobnie stabilny ze względu na brak widocznych zagrożeń i dowodów na spadki liczebności.